# M33 X-7
M33 X-7 è un sistema binario nella Galassia del Triangolo composto da un buco nero e da una stella ipergigante blu di grande massa. Con una massa complessiva di 15,7 volte quella del Sole, è il più grande sistema binario conosciuto in cui è presente un buco nero, che, a sua volta, è il più massiccio buco nero stellare conosciuto.

## Caratteristiche del sistema
È un sistema binario a raggi X e ad eclisse, ogni 3,45 giorni infatti il buco nero viene eclissato dalla compagna, un'ipergigante blu della classe S Doradus di 70 masse solari. 
I ricercatori hanno messo a punto un modello evolutivo che spiegasse il perché il buco nero è meno massiccio della compagna, visto che la stella che lo ha originato ha avuto un'evoluzione più rapida, tipico di una stella di maggior massa. In origine la stella che formò il buco nero era di 100 M⊙, con una compagna 30 volte più massiccia del Sole; la stella più grande, evolvendosi più rapidamente, diventò una stella di Wolf-Rayet, iniziando a perdere una notevole quantità di massa sotto forma di vento stellare, massa che veniva catturata dalla compagna, che diventò così la stella principale del sistema. Finito il combustibile interno, la stella più evoluta esplose in una supernova e collassò in un buco nero, iniziando a sua volta ad assorbire materia dalla compagna causando le emissioni a raggi X.
In futuro, considerando la sua massa, anche la stella blu collasserà in un buco nero; si verrà a formare così un sistema binario composto da due enormi buchi neri.